# Taoismo Quanzhen

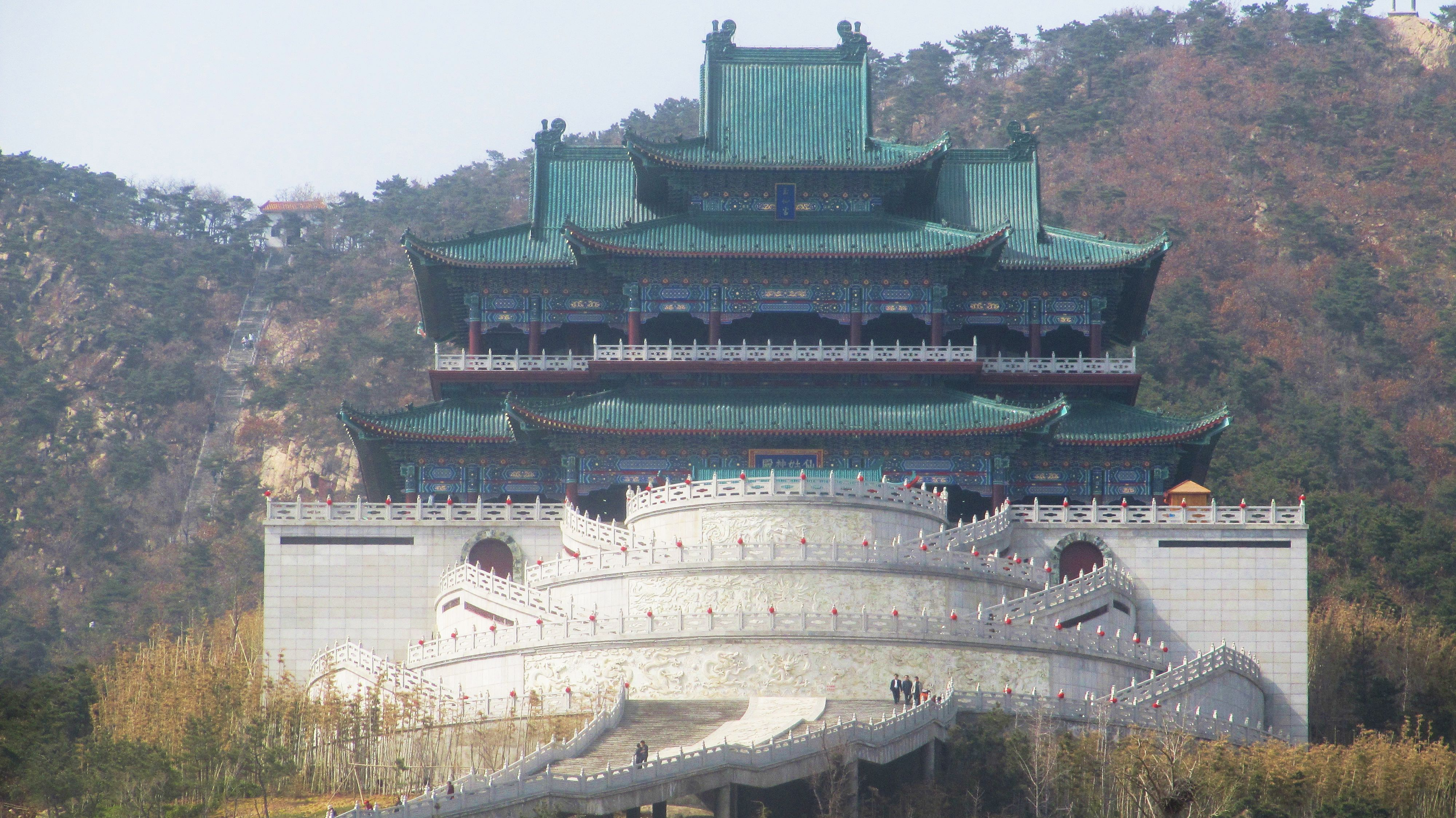
Tempio Xianguting, un monastero Quanzhen a Weihai, Shandong.

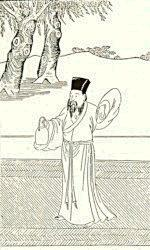
Wang Chongyang, fondatore del Taoismo Quanzhen.

Il Taoismo Quanzhen (全真道, Quanzhen Dao, "Via della Piena Verità", o "della Realizzazione Completa") è un ordine del Taoismo sorto negli ultimi periodi della dinastia Song. Con la dinastia Jīn e con Gengis Khan, fondatore della dinastia Yuan, la scuola ebbe periodi di grande prosperità. Questa corrente ha le sue radici nell'alchimia, nell'ascesi e nelle arti marziali praticate nell'antica Cina. Il Quanzhen è presente soprattutto nel nord della Cina e i suoi membri sono dei monaci, fanno voto di celibato o nubilato e vivono in monasteri.

## Principi fondamentali
Quanzhen può essere tradotto letteralmente come tutto vero e per questa ragione, è spesso chiamata la religione della verità integrale o via della completezza e della verità. In molti testi è usato anche il titolo via della completa perfezione.
La corrente Quanzhen è specializzata da un forte movimento di interiorizzazione (il vero viaggio interiore), sostiene che il punto non sta nel cercare l'immortalità fisica ma, di elevare il proprio spirito. Grande importanza ha il processo della tecnica di mantenimento del corpo, il Qigong. Qi è un termine che sta ad indicare l'energia che mantiene il corpo in vita, mentre gong significa tecnica. Il Qigong ha molto influenzato le arti marziali. Il Quanzhen è dunque principalmente improntato sulla coltivazione dell'interiorità dell'individuo, in stretta relazione al principio del Wu wei, l'azione moderata.

## Il fondatore e la nascita della corrente
La corrente fu fondata da Wang Ze 王詰 o Wang Zhiming 王知明, o Wang Chongyang 王重陽 (nome religioso Chongyangzi, 重陽子). Nacque nel 1112 o 1113 da una famiglia agiata del villaggio di Liujiangcun (劉蔣村), nei pressi di Xianyang, Shaanxi. Lavorava come impiegato nell'amministrazione imperiale, finché non decise di consacrarsi alle pratiche taoiste. Nell'estate del 1159, annunciò di avere incontrato nei pressi del borgo di Ganhe (甘河) due celebri maestri immortali: Lü Dongbin e Zhongli Quan (離權). Essi insegnarono a Wang Ze i principi del Taoismo e lo iniziarono a verità superiori mistiche e segrete.
Successivamente Wang cambiò il suo nome in Chongyangzi, Doppio Yang. L'anno seguente incontrò nuovamente uno dei due immortali il quale gli diede nuove istruzioni e predisse l'incontro di Wang con due dei suoi futuri sette discepoli, Ma Yu e Tan Chuduan. Dopo il secondo incontro Wang si ritirò in una caverna sul monte Zhongnan (終南山), dove rimase per sette anni. La leggenda vuole che rimase per tre anni nella caverna in stato di semi-morte, per poi risvegliarsi e vivere per altri quattro anni in una capanna da lui costruita e nominata capanna della completa perfezione. Una versione della sua biografia sostiene che la capanna fu il primo luogo di culto Quanzhen, e che il nome fu in realtà dato dagli sposi Ma, due dei discepoli di Wang.
Dopo il periodo eremitico incontrò i due discepoli che gli immortali avevano predetto, ovvero Tan Chuduan 譚處端 (nome religioso Changzhen, 長真) e Qiu Chuji 丘處機 (nome religioso Changchun, 長春) (1148-1227), con i quali iniziò a predicare.
Nel 1167, di fronte allo scarso successo delle predicazioni, tentò di trasmettere la sua dottrina a Ninghai 寧海, nello Shandong. Qui conobbe anche un ricco signore, Ma Congyi 馬從義 o Ma Yifu 馬宜甫 (nome religioso Danyang, 丹陽), che diventerà uno dei suoi più amati discepoli con il nome di Ma Yu 馬鈺; e conobbe anche la moglie, Sun Bu'er 孫不二, anch'ella futura seguace. In seguito seguirono tre altri discepoli: Liu Chuxuan 劉處玄 (nome religioso Changsheng, 長生), Wang Chuyi 王處 (nome religioso Yuyang, 玉陽) e Hao Datong 郝大 (nome religioso Hongning, 広寧). Questi sette primi taoisti Quanzhen, divinizzati, sono conosciuti come i Sette Maestri o i Sette immortali del Nord (Beiqizhen 北七真).
Dopo questo periodo iniziale, gli insegnamenti di Wang Chongyang iniziarono a diffondersi. In meno di un anno, erano già nate cinque istituzioni Quanzhen: la setta dei Sette gioielli (Sanjiaoqibaohui 三教七寶會), il Fiore di giada (Sanjiaoyuhuahui 三教玉華會), il Loto d'oro (Sanjiaojinlianhui 三教金蓮會), la congregazione delle Tre luci (Sanjiaosanguanghui 三教三光會) e l'Uguaglianza (Sanjiaopingdenghui 三教平等會). Il termine tre dottrine o tre vie (Taoismo, Buddhismo e Confucianesimo) riflette l'ambizione sincretica del Quanzhen, tipica dell'epoca.
Tre anni dopo nel 1169, Wang Chongyang decise di ritornare nello Shaanxi per riprendere lì la sua predicazione. Porterà con lui Qiu Chuji, Liu Chuxuan, Tan Chuduan e gli sposi Ma, lasciando Wang Chuyi e Hao Datong sul monte Kunyu (昆崳山). Morì poco tempo dopo alle porte di Kaifeng. I suoi discepoli fecero costruire un tempio in sua memoria nel suo villaggio di origine, il tempio della realizzazione del Tao di Chongyang (重陽成道宮); a Ganhe eressero un secondo tempio, il tempio dell'incontro con gli immortali (遇仙宮).

## La dottrina Quanzhen
Il pensiero di Wang Chongyang mette in comunione sincretica concetti delle tre religioni cinesi; riunisce infatti il li 理, principio confuciano allo xing 性, principio naturale del Buddhismo Chán e al ming 命, la via eterna del Taoismo; questi concetti sono rintracciabili nei testi di Wang, il Classico della pietà filiale (Xiao Jing, 孝經) e il Sutra del diamante.
L'obiettivo della vita monastica è quello prettamente taoista, trovare la felicità vivendo in armonia con il Tao facendo circolare liberamente il Qi. Le pratiche per realizzare ciò consistono in meditazione, ginnastica leggera daoyin (道引), vegetarianesimo e Qigong.
Egli biasimava particolarmente l'alcool, i rapporti sessuali, la collera. Riteneva fondamentali la povertà in aperta controtendenza con la corruzione e ricchezza contemporanea dei taoisti

## Successori
Alla morte di Wang Chongyang, Ma Yu prese il suo posto. La scuola estese le sue istituzioni allo Shandong, all'Hebei, allo Shaanxi et all'Henan. Quando Ma Yu decise di ritirarsi e tornare nel paese d'origine, il successore fu Tan Chuduan, e poi rispettivamente Liu Changsheng e Qiu Chuji nel periodo dal 1187 al 1219. Successivamente la scuola prosperò e apri centinaia di templi e monasteri, in particolare sotto la dinastia Jīn.
Nel 1219, Qiu Chuji, ormai anziano, ricevette un invito da Gengis Khan, che quattro anni prima aveva assediato Yanjing (Pechino). Partito nel febbraio 1220 con diciotto chierici alla volta di Pechino, Qiu Chuji apprese soltanto all'arrivo che il khan era partito per una spedizione in Asia centrale. Dopo un anno di soggiorno nella città, decise di rimettersi in viaggio per raggiungere il conquistatore mongolo nel Nord dell'Afghanistan. Il khan manifestò verso di lui grande rispetto e lo nominò immortale. Gengis Khan elesse il Taoismo Quanzhen a religione principale della Cina e privò il clero dell'obbligo di pagare le tasse. Donò inoltre a Qiu Chuji una parte dei giardini imperiali e il monastero del supremo fato 太極觀.
La leggenda afferma che Qiu convinse il khan a fermare i massacri che stava compiendo, e per questo venne considerato un eroe dal popolo. Le sue peripezie sono raccontate nel Viaggio in occidente dell'immortale Changchun (Changchunzhenrenxiyouji, 長春真人西遊記). Di ritorno a Pechino nel 1224, Qiu si installò al monastero che ricevette in dono. Dato che il monastero era in disuso da tempo, Qiu Chuji e i suoi monaci raccolsero fondi per il restauro e, una volta rinnovato lo rinominarono tempio dell'eterna primavera (長春宮).
Alla sua morte, nel 1227, il maestro fu sepolto nel giardino del monastero. Sulla sua tomba fu costruito un tempietto in sua memoria, il Chushuntang 處順堂.
Successivamente il monastero dell'eterna primavera andò distrutto, con la presa di potere della dinastia Ming. L'imperatore Chengzu, fece costruire al suo posto il tempio della Nuvola Bianca 白雲觀, che integrò anche il tempietto sulla tomba di Qiu, oggi chiamato Sala del patriarca Qiu (Qiuzudian, 邱祖殿).

## Apogeo
Dalla morte di Qiu Chuji al 1368, la corrente Quanzhen continuò la sua diffusione, in particolare con i patriarchi Yin Zhiping 尹志平 e Li Zhichang 李志常 e i monti Wudang divennero il principale centro di attività. Il Quanzhen, con la sua espansione nel Sud, venne in contatto con un'altra corrente, che aveva parzialmente influenzato il pensiero di Wang Chongyang, la corrente Jindan, che con il tempo si fuse con il Quanzhen.
La corte imperiale continuò a manifestare il suo apprezzamento: nel 1269, i cinque fondatori (Wang e i fondatori della corrente Jindan) Wang Xuanfu 王玄甫, Zhong Liquan, Lu Dongbin, Liu Haichan e Wang Chongyang, detti i Cinque patriarchi del Nord, furono promossi a immortali, insieme ai sette discepoli di Wang Chongyang. nel 1310.

## Wang Changyue

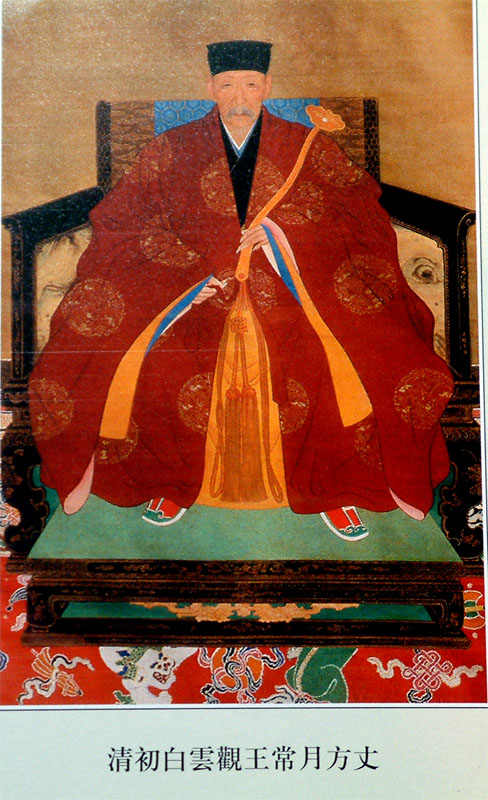
Wang Changyue.

Il Quanzhen Dao sotto i Qing visse un periodo di favoritismo grazie a Wang Changyue 王常月. A partire dal 1656, predicò con successo al tempio della Nuvola Bianca la grande regola degli immortali (Tianxiandajie, 天仙大戒).
Originario di Changzhi 長治 nello Shaanxi, Wang Changyue, il suo vero nome era Kunyang 昆陽 Ping 平. la sua data di nascita è ignota, ma sappiamo che in gioventù si ritirò a praticare il tao sul monte Hua.
Nel 1665 giunse a Pechino e nel 1656 fu ammesso al tempio della Nuvola Bianca. Fu molto apprezzato dall'imperatore Shunzhi che gli donò il titolo di Maestro nazionale, supremo titolo per le personalità religiose, e gli offrì per tre volte l'abito sacerdotale viola, ziyi 紫衣, simbolo di riconoscenza da parte delle autorità. Nel 1663 partì per diffondere i suoi insegnamenti a sua del Fiume Azzurro dove fece costruire tre templi, a Nanchino, Hangzhou e sul monte Wudang. Ridonò vigore alla scuola Quanzhen nei luoghi in cui era in declino.
Morì nel 1680, dopo aver designato Tan Shoucheng 譚守成 come successore. L'imperatore Kangxi gli diede il titolo di grande maestro che abbraccia l'unità (Baoyigaoshi 抱一高士).
I cinque capitoli del Benzhuan 缽鑒 e del Chuzhenjielu 初真戒律 contenuti nel Canone taoista (Daozang 道藏輯要), rappresentano la somma raccolta dei suoi insegnamenti.

## Correnti interne
Numerose piccole scuole taoiste si dicono legate alla tradizione Quanzhen. Dalla morte di Wang Chongyang si distingue una sottocorrente principale, la prima, fondata dai successori di Qiu Chuji è la scuola Longmen 龍門 o Porte del drago.
vengono poi:
- Huashan, Monte Hua 華山
- Suishan Monte Sui 隨山
- Yuxian Incontro degli Immortali 遇仙
- Qingjing Calma e Purezza 清靜
- Nanwu 南無
- Yushan Monte Yu 崳山

All'inizio dell'VIII secolo, nacque il movimento Xiantiandao, fondato da Huang Dehui 黃德輝. La scuola ha influenzato la maggior parte delle nuove religioni cinesi, nate in particolare negli ultimi anni del XIX e del XX secolo, tra cui, la maggiore è la scuola Ikuan Tao.

## Compilazione del Canone taoista
Uno dei maggiori contributi della corrente Quanzhen nell'insieme del Taoismo è la compilazione del Daozang, il canone taoista. Le versioni precedenti erano incomplete o andate perdute, così, nel 1224, di ritorno dall'Asia centrale, Qiu Chuji incaricherà Song Defang 宋德方 di raccogliere tutti i frammenti e le conoscenze e crearne una versione definitiva.

## Templi
I principali templi taoisti Quanzhen in Cina sono il tempio della Nuvola Bianca (Baiyunguan, 白雲觀) di Pechino, il tempio dello Yang puro (Chunyanggong, 純陽宮), nello Shaanxi e il tempio di Chongyang (Chongyanggong, 重陽宮), ancora nello Shaanxi.

## Taoismo Quanzhen nel Kung Fu
Come tutto il Taoismo, anche la corrente Quanzhen ha influito sul Kung Fu. La scuola è presente nel folklore delle arti marziali, in particolare nei romanzi di Jin Yong, e nei film ispirati. Non tutte queste opere sono però sempre fedeli agli avvenimenti della storia reale.